# Oswaldo Martinolli
Oswaldo Martinolli fue un futbolista argentino que jugó de delantero. Fue traído al Club León en 1955 por órdenes de Antonio López Herranz, entonces Director Técnico. Llegó con otro argentino, Gerónimo Di Florio, provenientes del Palermo de Guatemala.
Es el séptimo mayor goleador en la historia del Club León con 89 goles.

## Palmarés
| Título                     | Club      | País   | Año     |
| -------------------------- | --------- | ------ | ------- |
| Primera División de México | Club León | México | 1955–56 |
| Campeón de Campeones       | Club León | México | 1956    |
| Copa México                | Club León | México | 1958    |